# Vecranotus sinuatum
Vecranotus sinuatum är en insektsart som beskrevs av William D. Funkhouser 1935. Vecranotus sinuatum ingår i släktet Vecranotus och familjen hornstritar. Inga underarter finns listade i Catalogue of Life.